# Gällö
Gällö är en tätort i Revsunds distrikt (Revsunds socken) i Bräcke kommun. Gällö ligger cirka 20 km nordväst om Bräcke och genomkorsas i öster av E14 samt av järnvägen Mittbanan (Ånge–Östersund). Närmaste stad är Östersund, cirka fem mil åt nordväst. Historiskt är orten känd för Gällö skans, samt för att den kände Arnljot Gelline härstammade från trakten.
Armén lät under andra världskriget byggda sex stora centrallager för drivmedel, varav ett var beläget i Gällö.

## Befolkningsutveckling
| Befolkningsutvecklingen i Gällö 1960–2020 | Befolkningsutvecklingen i Gällö 1960–2020 | Befolkningsutvecklingen i Gällö 1960–2020 | Befolkningsutvecklingen i Gällö 1960–2020 | Befolkningsutvecklingen i Gällö 1960–2020 |
| ----------------------------------------- | ----------------------------------------- | ----------------------------------------- | ----------------------------------------- | ----------------------------------------- |
|                                           |                                           |                                           |                                           |                                           |
| År                                        |                                           |                                           | Folkmängd                                 | Areal (ha)                                |
| 1960                                      | 1960                                      |                                           | 706                                       |                                           |
| 1965                                      | 1965                                      |                                           | 752                                       |                                           |
| 1970                                      | 1970                                      |                                           | 863                                       |                                           |
| 1975                                      | 1975                                      |                                           | 1 080                                     |                                           |
| 1980                                      | 1980                                      |                                           | 1 145                                     |                                           |
| 1990                                      | 1990                                      |                                           | 1 041                                     | 118                                       |
| 1995                                      | 1995                                      |                                           | 958                                       | 118                                       |
| 2000                                      | 2000                                      |                                           | 786                                       | 118                                       |
| 2005                                      | 2005                                      |                                           | 758                                       | 118                                       |
| 2010                                      | 2010                                      |                                           | 725                                       | 123                                       |
| 2015                                      | 2015                                      |                                           | 757                                       | 119                                       |
| 2020                                      | 2020                                      |                                           | 692                                       | 123                                       |
|                                           |                                           |                                           |                                           |                                           |